# Arsar
Arsar (armeniska: Արսար) är ett berg i Armenien.   Det ligger i provinsen Tavusj, i den norra delen av landet, 100 kilometer nordost om huvudstaden Jerevan. Toppen på Arsar är 1 822 meter över havet.
Terrängen runt Arsar är kuperad österut, men västerut är den bergig.  Närmaste större samhälle är Idzjevan, 7,4 kilometer sydväst om Arsar. 
Trakten runt Arsar består i huvudsak av gräsmarker. Runt Arsar är det ganska tätbefolkat, med 58 invånare per kvadratkilometer.